# Roger and Me
Roger and Me - film dokumentalny, 1989, reż. Michael Moore. Utrzymany w tonie komedii opowiada o losach mieszkańców rodzinnego miasta reżysera Flint (Michigan) po zamknięciu lokalnych fabryk przez General Motors.